# Rockchip
A Rockchip (Fuzhou Rockchip Electronics Co., Ltd.) egy kínai, gyártókapacitás nélküli (fabless) félvezetőgyártó vállalat, melynek központja Fucsouban, Fucsien tartományban van. Irodái vannak Sanghajban, Pekingben, Sencsenben, Hangcsouban és Hong Kongban. A vállalat egylapkás rendszereket (SoC)) tervez, projektjeinek többségében az Arm Holdingstól licencelt ARM architektúra felhasználásával.
A Rockchip 2018-ban az 50 legnagyobb fabless IC-szállító közé tartozott. A vállalat együttműködést alakított ki a Google-lel, a Microsofttal és az Intellel. 2014. május 27-én az Intel bejelentette, hogy megállapodást kötött a Rockchippel az Intel architektúra bevezetésére a belépő szintű táblagépek körében.
A Rockchip kínai névtelen (white box) táblagépgyártók egyik nagy SoC-beszállítója de olyan OEM-eknek is szállít, mint az Asus, a HP, a Samsung és a Toshiba. A Rockchip 2001-es alapítása óta biztosít egylapkás rendszer (SoC) termékeket táblagépekhez és PC-khez, streaming média TV-boxokhoz, mesterséges intelligenciával ellátott audio- és vizuális eszközökhöz, és IoT hardverhez.

## Termékek

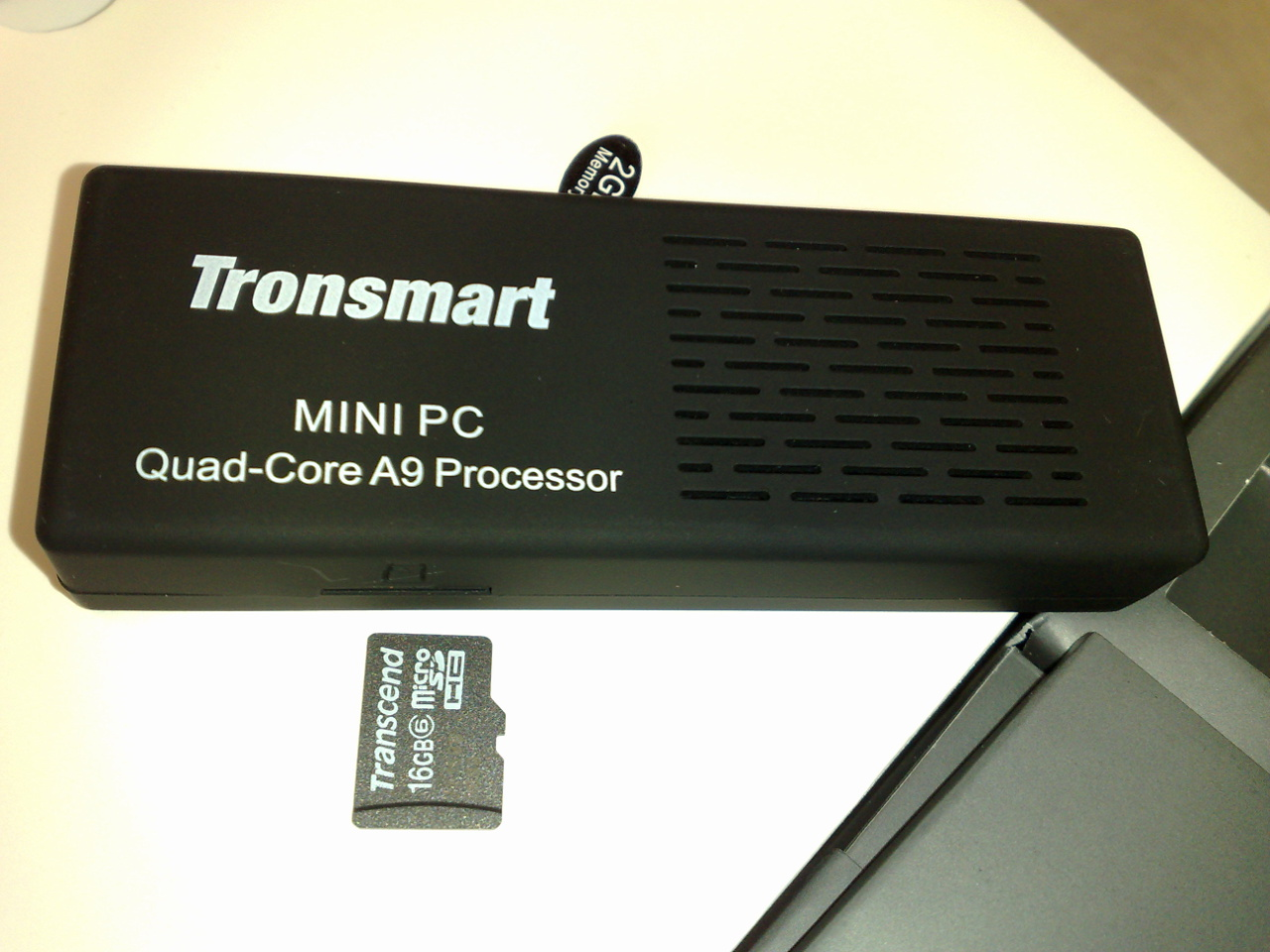
Tronsmart MK908, egy Rockchip alapú négymagos
Android rendszerű „mini PC”, mellette egy microSD kártyával a méret szemléltetésére

### Kiemelt termékek
Az RK3588 a Rockchip jelenlegi zászlóshajó SoC-je. Léteznek csökkentett funkcionalitású változatai is, ilyenek az RK3582 és RK3588S jelű eszközök.

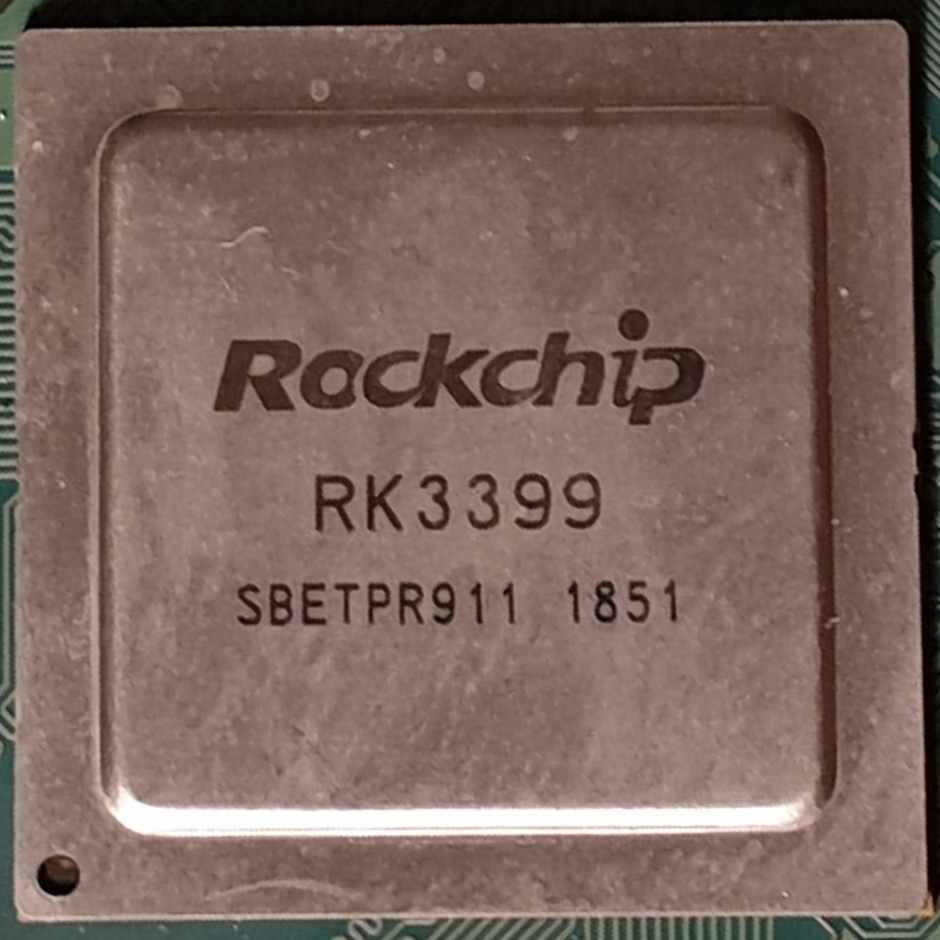
RK3399

Az RK3399 a Rockchip korábbi zászlóshajó SoC-je, és az RK3588 elődje.
Két Cortex-A72 és négy Cortex-A53 processzormag és egy Mali-T860MP4 GPU biztosítja a számítási és multimédiás teljesítményt, interfészeket és perifériákat. A szoftver több API-t is támogat: OpenGL ES 3.2, Vulkan 1.0, OpenCL 1.1/1.2, OpenVX 1.0, emellett mesterséges intelligencia interfészek támogatják a TensorFlow Lite/AndroidNN API-t.
Az RK3399 Linux forráskódja és hardverdokumentációja megtalálható a GitHub-on és a Rockchip nyílt forrású wikijén.
| RK3399 | CPU                                            | GPU           | memória                                                             | videó dekóder                  | videó kódoló       | kijelzőinterfész           | ISP | kameraérzékelő interfész               | USB                                   | digitális audióinterfész                         |
| RK3399 | két Cortex-A72 + négy Cortex-A53, 64 bites CPU | Mali-T860 GPU | 2 csatornás DDR3-1866 / DDR3L-1866 / LPDDR3-1866 / LPDDR4, eMMC 5.1 | max. 4KP60 H.265 / H.264 / VP9 | max. 1080P30 H.264 | HDMI2.0, 2 x MIPI DSI, eDP | 13M | kétcsatornás MIPI CSI-2 vevő interfész | kettős USB 3.0 C típusú csatlakozóval | 1× I²S/PCM (2 csatorna) 2× I²S (8 csat.), S/PDIF |

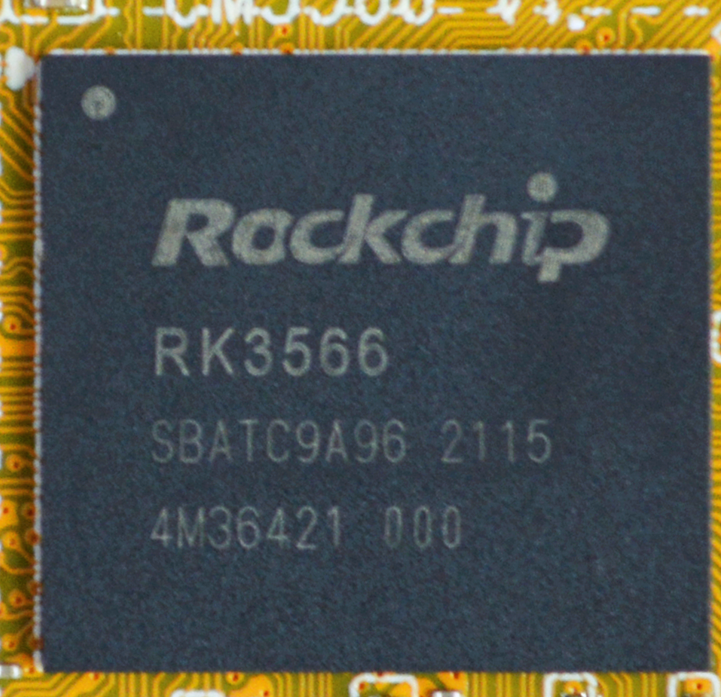
RK3566

Az RK3566 az RK3288 utódja és jelentősen felülmúlja azt, négymagos Arm A55 CPU-kkal és egy Arm Mali G52 GPU-val. Az erre épülő alaplapok várhatóan 2021 elején kerülnek forgalomba, olyan gyártóktól, mint a Pine64 és a Boardcon.
| RK3566 | CPU                                                                    | GPU      | külső memóriainterfész          | videó dekóder             | videó kódoló         | kijelzőinterfész                   | ISP        | kameraérzékelő interfész       | USB                                        | digitális audióinterfész |
| RK3566 | négymagos ARM Cortex-A55, Neon és FPU, 22 nm-es folyamat, max. 2,0 GHz | Mali-G52 | DDR4 / DDR3L / LP4 / LP4x / LP3 | 4KP60 H.264 / H.265 / VP9 | 1080P60 H.264, H.265 | LVDS/MIPI DSI, HDMI 2.0, eDp, Eink | 8M HDR-rel | MIPI-CSI2, 1x4 sávos/2×2 sávos | USB 2.0 hoszt, USB2.0 OTG 1× USB 3.0 hoszt | 8 csat. PDM SPDIF OUT    |

Az RK3288 egy nagy teljesítményű IoT platform, négymagos Cortex-A17 CPU-val és Mali-T760MP4 GPU-val, 4K videodekódolással és 4K kijelző kimenettel. Különböző iparágak termékeiben alkalmazzák, mint például árusító automaták, kereskedelmi kijelzők, orvosi berendezések, játékok, intelligens POS-ek, interaktív nyomtatók, robotok és ipari számítógépek.
Az RK3288 Linux forráskódja és hardverdokumentációja a GitHub-on és a Rockchip nyílt forrású wikijén található.
| RK3288 | CPU                  | GPU              | külső memóriainterfész                                                                                | videó dekóder              | videó kódoló       | kijelzőinterfész                                | ISP | kameraérzékelő interfész   | USB                              | digitális audióinterfész |
| RK3288 | négymagos Cortex-A17 | Mali-T760MP4 GPU | kétcsatornás DDR3 / DDR3L / LPDDR2 / LPDDR3, SLC (System Level Cache) / MLC / TLC Nand flash, eMMC4.5 | max. 4KP60 H.265/H.264/VP9 | max. 1080P30 H.264 | HDMI2.0, 2× MIPI DSI, LVDS, eDP, párhuzamos RGB | 13M | párhuzamos CIF, MIPI CSI-2 | 1× USB 2.0 OTG, 2× USB 2.0 hoszt | 1× I2S(8 csat.), S/PDIF  |

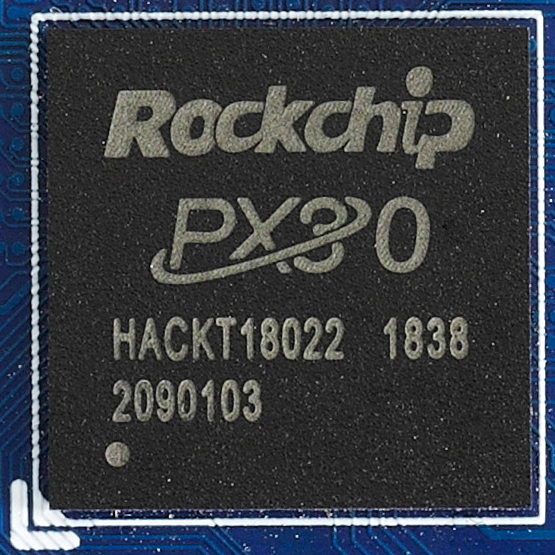
PX30

Az RK3326 és PX30 csipeket 2018-ban jelentették be, mesterséges intelligencia számára kínálva ezeket. A PX30 az RK3326 egy az IoT piacra szánt változata, kettős VOP támogatással. Az eszközök Arm Cortex-A35 CPU-t és G31 GPU-t használnak.
| Jellemző | CPU                  | GPU          | külső memóriainterfész                                                                        | videó dekóder       | videó kódoló  | kijelzőinterfész                                           | ISP | kameraérzékelő interfész           | USB                  | digitális audióinterfész                                    |
| PX30     | négymagos Cortex-A35 | Mali-G31 GPU | 32 bites DDR4-1600 / DDR3 / L-1600 / LPDDR3-1600/LPDDR2-1066, MLC Nand, Nor flash, eMMC 4.5   | 1080P60 H.264/H.265 | 1080P30 H.264 | MIPI DSI, párhuzamos RGB, LVDS, *támogatja a kettős VOP-ot | 8M  | MIPI CSI és DVP érzékelő interfész | USB 2.0 hoszt és OTG | 2× I2S/PCM (2 csat.) 1× I2S/TDM (8 csat.) 1× PDM (8 csat.)  |
| RK3326   | négymagos Cortex-A35 | Mali-G31 GPU | 32 bites DDR4-1600 / DDR3 / L-1600 / LPDDR3-1600 / LPDDR2-1066, MLC NAND, Nor flash, eMMC 4.5 | 1080P60 H.264/H.265 | 1080P30 H.264 | MIPI DSI, párhuzamos RGB, LVDS                             | 8M  | MIPI CSI és DVP érzékelő interfész | USB2.0 OTG           | 2× I2S/PCM (2 csat.) 1× I2S/TDM (8 csat.) 1 x PDM (8 csat.) |

Az RK3308 egy belépő szintű termékvonal a fővonalbeli (mainstream) eszközökhöz. A csipnek több audio bemeneti interfésze van, energiahatékonysága nagyobb, és beágyazott hangaktiválás-érzékelést tartalmaz.
| RK3308 | CPU                  | audió                                         | memória                                                   | memória                                                             | kapcsolódási lehetőségek                                      | kapcsolódási lehetőségek         | kapcsolódási lehetőségek                                |
| RK3308 | négymagos Cortex-A35 | beágyazott audio kodek 8xADC-vel és 2xDAC-vel | 16 bites DDR3-1066 / DDR3L-1066 / DDR2-1066 / LPDDR2-1066 | SLC (System Level Cache) Nand, eMMC 4.51, soros Nor flash támogatás | 2x8 csat. I2S/TDM, 1x8 csat. PDM, 1x2 csat. I2S/PCM támogatás | SPDIF IN/OUT, HDMI ARC támogatás | SDIO3.0, USB2.0 OTG, USB 2.0 hoszt, I2C, UART, SPI, I2S |

Az RV1108 bejelentése azt mutatta, hogy a Rockchip elmozdul a mesterséges intelligencia/gépi látás területe felé.
A beágyazott CEVA DSP-vel az RV1108 intelligens kamerákat működtet, beleértve a 360°-os videokamerákat, IPC-ket, drónokat, autókamerákat, sport DV-ket, VR-eket stb. A modellt az új kiskereskedelmi és intelligens marketingalkalmazásokhoz is bevezették, integrált algoritmusokkal.
| RV1108 | CPU       | DSP                                    | külső memóriainterfész                             | videó dekóder | videó kódoló  | kijelzőinterfész                            | ISP        | kameraérzékelő interfész | USB                               | digitális audióinterfész                |
| RV1108 | Cortex-A7 | CEVA XM4 DSP (digitális jelprocesszor) | 16 bites DDR3/DDR3L, SPI Nor flash, SLC Nand, eMMC | 1440P30 H.264 | 1440P30 H.264 | HDMI1.4, MIPI DSI, párhuzamos RGB, CVBS OUT | 8M WDR-rel | MIPI CSI-2, CVBS IN      | 1 x USB 2.0 OTG 1 x USB 2.0 hoszt | 2 x I2S/PCM (2 csat.) 1 x I2S (8 csat.) |

### Korai termékek
RK26xx sorozat – kibocsátva 2006-ban.
RK27xx sorozat – a Rockchip első ismert sorozata, ami nagyon hatékony volt az MP3/MP4 dekódolásban és sok olcsó személyes médialejátszó (PMP) termékbe beépítették.
RK28xx sorozat
Az RK2806-tal a PMP-ket célozták meg.
Az RK2808A egy ARM926EJ-S származék. Az ARM mag mellett egy DSP koprocesszort is tartalmaz. Natív órajele 560 MHz. Az ARM mérése szerint az ARM926EJ-S teljesítménye 1,1 DMIPS/MHz, a Rockchip 2808 teljesítménye így 660 DMIPS ARM utasítások végrehajtásakor, ami az Apple A4 processzor sebességével összehasonlítva annak kb. 26%-a. A DSP koprocesszor képes támogatni 720p videófájlok valós idejű dekódolását max. 2,5 Mbit/s bitrátával. Ez a csip sok Android és Windows Mobile-alapú eszközökben szerepelt.
Az RK2816 a PMP és MID eszközöket célozta. Specifikációi ugyanazok, mint az RK2806-nak, de HDMI kimenettel, Android támogatással és max. 720p hardveres videógyorsítással rendelkezik.
RK29xx sorozat
Egymagos SoC-k családja, tagjai a Rockchip RK291x és az RK292x. Az első az ARM Cortex-A8 processzormagon alapul és a 2011-es CES-en mutatták be. A második ARM Cortex-A9-en alapul, és 2012-ben mutatták be.
Az RK2918 volt az első csip, amelyik hardverben dekódolta a Google WebM VP8-at. Dinamikusan konfigurálható kísérő magot használ a különböző kodekek feldolgozásához. 1080p felbontásban kódolja és dekódolja a H.264-et és számos szabványos videóformátumot képes dekódolni, többek között az Xvid, H.263, AVS, MPEG4, RV, és WMV formátumokat. Tartalmaz egy Vivante GC800 GPU-t, ami kompatibilis az OpenGL ES 2.0 és OpenVG szabvánnyal. Az RK2918 kompatibilis az Android Froyo (2.2), Gingerbread (2.3), HoneyComb (3.x) és Ice Cream Sandwich (4.0) változatokkal. Létezik nem hivatalos támogatása Ubuntu és más Linux verziókhoz is. 2013-tól az e-könyv-olvasókat célozta meg.
Az RK2906 alapvetően az RK2918 egy csökkentett költségű verziója, ami szintén az e-könyv-olvasókat célozta, 2013-es állapot szerint.
A Rockchip RK2926 és RK2928 egymagos ARM Cortex-A9 processzorral rendelkezik, amik max. 1,0 GHz-es órajelen futnak. Ebben ARM Mali-400 GPU-val váltották fel a régebbi RK291x sorozat Vivante GC800 GPU-ját. 2013-tól az RK2926-tal a táblagépeket, míg az RK2928-cal a táblagépeket és Android TV dongle-okat és boxokat célozták.

Az RK3066 egy nagy teljesítményű kétmagos ARM Cortex-A9 mobil processzor, amely hasonló a Samsung Exynos 4 kétmagos csiphez. Teljesítményét tekintve az RK3066 a Samsung Exynos 4210 és a Samsung Exynos 4212 közé esik. 2013-tól kezdve a táblagépeket és az Android TV dongle-okat és dobozokat célozta meg.
Az RK3068 az RK3066 egy kifejezetten az Android TV dongle-okat és boxokat célzó változata. A tokozása jóval kisebb, mint az RK3066-é.
Az RK3028 egy alacsony költségű kétmagos ARM Cortex-A9-alapú processzor, 1,0 GHz-es órajelen fut, ARM Mali-400 GPU-val rendelkezik. Kivezetés-kompatibilis az RK2928-cal. Néhány gyerektabletben és olcsó Android HDMI TV dongle-ban használják.
Az RK3026 egy frissített, ultra-alacsony teljesítményű kétmagos ARM Cortex-A9-alapú 1,0 GHz-es órajelen futó táblagép-processzor, ARM Mali-400 MP2 GPU-val. 40 nm-es folyamattal gyártják, kivezetés-kompatibilis az RK2926-tal. Jellemzője a 1080p H.264 videókódolás és 1080p dekódolás, több formátumban. Támogatja az Android 4.4 operációs rendszert, 2014-ben alsó kategóriás táblagépekben kezdték alkalmazni.
Az RK3036 egy olcsó kétmagos ARM Cortex-A7-alapú processzor, amelyet 2014 negyedik negyedévében adtak ki intelligens set-top boxokhoz, H.265 videódekódolás támogatással.

### RK31xx sorozat

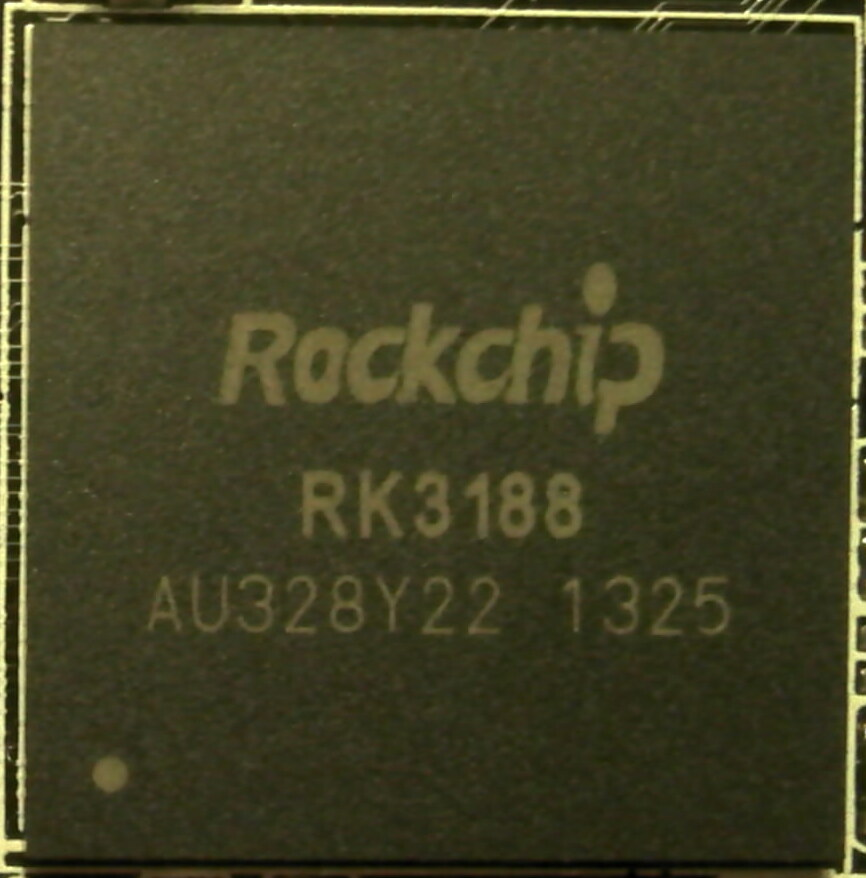
RK3188

Az RK3188 volt az RK31xx sorozat első terméke, amelynek gyártását 2013 második negyedévében jelentették be. Az RK3188 egy négymagos ARM Cortex-A9 processzorral rendelkezik, aminek legmagasabb órajele 1,6 GHz. Táblagépek és Android TV dongle-ok és -boxok számára készült, népszerű választás volt a különböző nagyobb teljesítményt igénylő eszközök számára.
- 28 nm HKMG folyamat,[43] GlobalFoundries[44]
- négymagos ARM Cortex-A9, maximális órajele 1,6 GHz
- 512 KiB L2 gyorsítótár[31]
- Mali-400 MP4 GPU, maximális órajele 600 MHz (jellemzően 533 MHz) OpenGL ES 1.1/2.0 és OpenVG 1.1 támogatással[45][43]
- nagy teljesítményű dedikált 2D processzor[43]
- DDR3, DDR3L, LPDDR2 támogatás[43]
- kétpaneles kijelző max. 2048×1536 felbontással[43]

Az RK3188T az RK3188 alacsonyabb órajelű változata, a processzormagok maximális sebességét 1,6 GHz-ről 1,4 GHz-re csökkentették. A Mali-400 MP4 GPU szintén alacsonyabb órajelen fut. 2014 elejétől, számos eszköz, amelyet 1,6 GHz-es órajelű RK3188-as processzorral felszereltnek hirdettek, valójában RK3188T-t tartalmaz 1,4 GHz-re korlátozott órajellel. A kifejezetten az RK3188-hoz készült firmware vagy operációs rendszer ROM-oknak működési problémáik lehetnek az RK3188T processzorral.
A 2013 áprilisában bemutatott RK3168 egy kétmagos Cortex A9 alapú CPU, szintén 28 nm-es folyamattal készült. Alsó kategóriás táblagépek számára tervezték. 2014 májusától csak korlátozottan használják.
Az RK3126 egy belépő szintű táblagép-processzor, amely 2014 negyedik negyedévében jelent meg. 40 nm-es folyamattal készült, négymagos Cortex-A7 processzorral rendelkezik 1,3 GHz maximális órajellel és egy Mali-400 MP2 GPU-val. Kivezetés-kompatibilis az RK3026 és RK2926 processzorokkal.
- 40 nm folyamat
- négymagos ARM Cortex-A7, maximális órajele 1,3 GHz
- Mali-400 MP2 GPU
- nagy teljesítményű dedikált 2D processzor
- DDR3, DDR3L memóriainterfész
- 1080p több formátumú videó dekódolás és 1080p videókódolás H.264-hez

Az RK3128 az RK3126 magasabb kategóriás változata, ami szintén 2014 negyedik negyedévében került bevezetésre. Ez több integrált külső interfésszel rendelkezik, beleértve a CVBS, HDMI, Ethernet MAC, S/PDIF, Audio DAC és az USB interfészeket. A teljesen felszerelt táblagépeket és set-top boxokat célozta meg.

### RK32xx sorozat

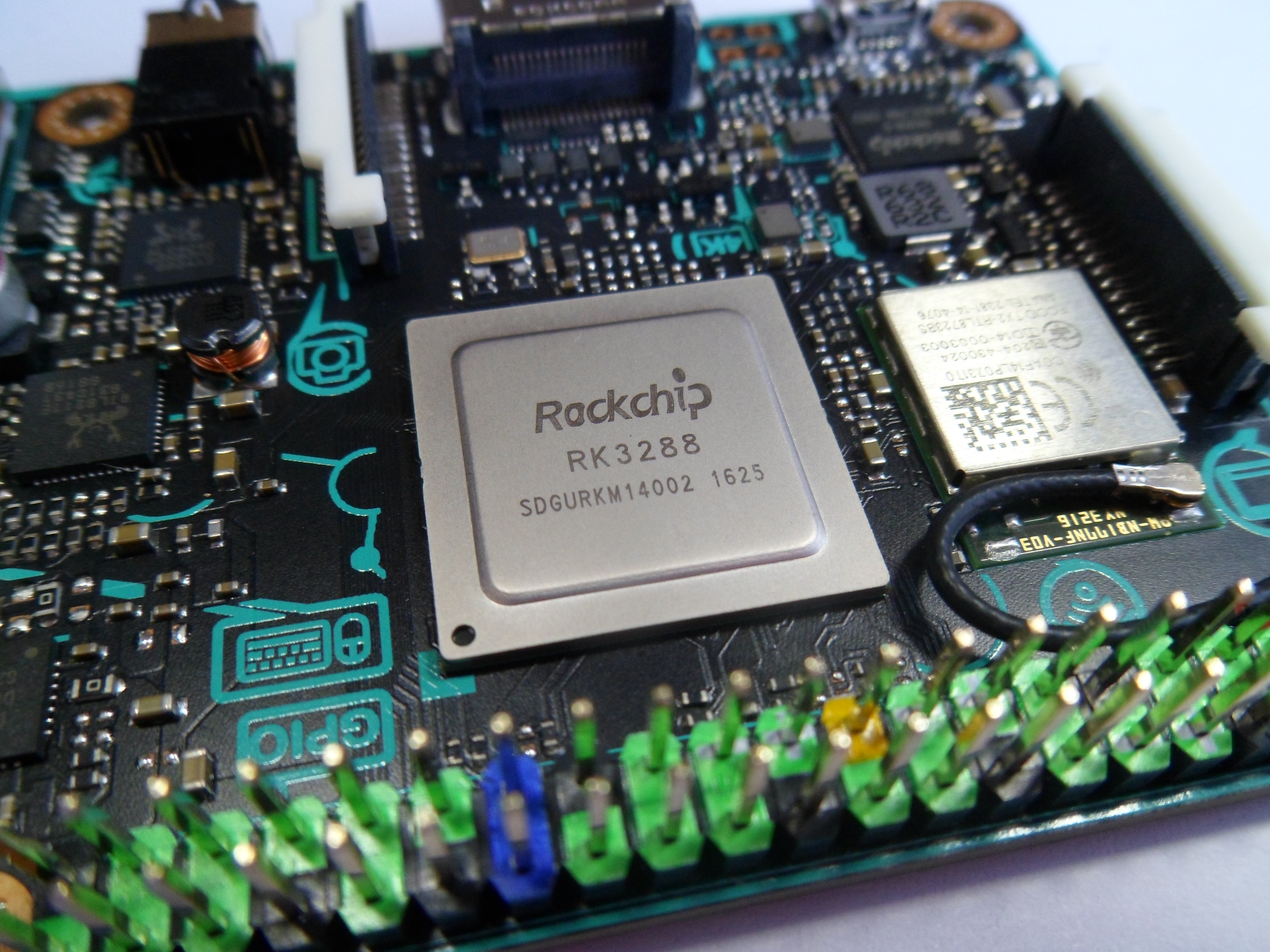
RK3288 egy Asus Tinker Board alaplapon

A Rockchip 2014 második negyedévében bejelentette a RK3288 gyártását. A rendelkezésre álló információk szerint a csipben egy négymagos ARM Cortex-A17 CPU szerepel, ami technikailag ARM Cortex-A12, az Arm ugyanis 2014. októberében úgy döntött, hogy Cortex-A17-ként hivatkozik rá, mivel a gyártási jellemzők és teljesítménytesztek alapján szinte semmiben sem különbözik a Cortex-A17-től.
- 28 nm HKMG folyamat.
- négymagos ARM Cortex-A17, 1,8 GHz maximális órajellel
- négymagos ARM Mali-T760 MP4 GPU (tévesen Mali-T764-nek is nevezik) 600 MHz-es órajelen,[45] OpenGL ES 1.1/2.0/3.0/3.1, OpenCL 1.1, RenderScript, Direct3D 11.1 támogatással[53]
- nagy teljesítményű dedikált 2D processzor
- 1080P videókódolás H.264-hez és VP8, MVC
- 4K H.264 és 10 bites H.265 videó dekódolás, 1080p multi-videó dekódolás
- támogatja a 4Kx2K H.265 felbontást
- kétcsatornás DDR3, DDR3L, LPDDR2, LPDDR3
- max. 3840×2160 kijelző kimenet, High Definition Multimedia Interface 2.0

#### Bizonytalanság az RK3288 felépítésével kapcsolatban
Korai beszámolók, köztük a Rockchip-től származók is, 2013 nyarán még arra utaltak, hogy az RK3288 az eredeti tervek szerint négymagos ARM Cortex-A12 konfiguráció használatával készült volna. A Rockchip fő gyártópartnere, a GlobalFoundries bejelentette, hogy együttműködésre lép az ARM-mel, hogy optimalizálja az ARM Cortex-A12 terveit a 28 nm-es SLP folyamatához. Ez ugyanaz a folyamat, amellyel a Rockchip korábbi csipjeit gyártották, például az RK3188-at, és megfelel a Cortex-A12-es magok kiválasztásának az RK3288 tervezésében.
2014 januárjában a hivatalos marketinganyagokban ARM Cortex-A17-ként jelölték a CPU magokat. 2014 januárjában a CES elektronikai kiállításon valaki a cég bemutatóstandján az egyik panelen nyilvánvalóan Cortex-A17-ről ARM Cortex-A12-re javította a CPU specifikációt. A Rockchip weboldalán és marketinganyagaiban szereplő hivatalos specifikációk, valamint az eszközgyártók specifikációi azonban továbbra is négymagos ARM Cortex-A17-nek írják le a CPU-t.
A korai RK3288 alapú TV boxok (2014 augusztusa-szeptembere) újabb tesztjei bizonyítékot szolgáltattak arra, hogy az RK3288 műszaki szempontból Cortex-A12 magokat tartalmaz, mivel a CPU-Z hardverelemző program Android rendszeren az eszközökre „ARM 0xc0d” jelölésű Cortex-A12 architektúrájú CPU-t jelent, míg az eredeti Cortex-A17-re „ARM 0xc0e” jelöléssel hivatkozik.
Az ARM 2014. október 1-én a közösségi weboldalán tisztázta a helyzetet, kijelentve, hogy a Cortex-A12, amelynek a Rockchip az egyik fő felhasználója, ettől kezdve Cortex-A17 néven fut, és hogy minden, a Cortex-A12-re vonatkozó hivatkozást eltávolítottak az ARM weboldalairól. Az ARM kifejtette, hogy a Cortex-A12 legutolsó termelésbe került revíziója már a Cortex-A17 szintjéhez közeli teljesítményt nyújt, mert a Cortex-A17 fejlesztéseit a Cortex-A12 utolsó verzióira is alkalmazták. Ezáltal a Rockchip megkapta az ARM hivatalos jóváhagyását arra, hogy az RK3288 belsejében lévő magokat Cortex-A17-ként tüntesse fel.
Az első RK3288 alapú Android TV stick 2014 novemberében volt kiadva („ZERO Devices Z5C Thinko”).

### RK33xx sorozat
A Rockchip a 2015 januári CES kiállításon jelentette be az RK3368-at, az RK33xx család első tagját. Az RK3368 egy táblagépekben és médiaboxokban történő felhasználást célzó egylapkás rendszer, ami 64 bites nyolcmagos Cortex-A53 CPU-t tartalmaz és egy OpenGL ES 3.1-es osztályú GPU-t.
- 64 bites nyolcmagos Cortex-A53, maximális órajele 1,5 GHz
- nagy teljesítményű PowerVR SGX6110 GPU OpenGL 3.1 és OpenGL ES 3.0 támogatással
- 4Kx2K H.264/H.265 valós idejű videólejátszás
- HDMI 2.0 4Kx2K, 60 fps-es kijelzőkimenettel

Az RK3399, más néven OP1, amelyet az ARM jelentett be a Mobile World Congress rendezvényen 2016 februárjában, hat 64 bites CPU-t tartalmaz, 2 Cortex-A72-t és 4 Cortex-A53-ast. Az RK3399-et az ARM Mali GPU Midgard sorozat nyílt forráskódú Panfrost meghajtójának fejlesztéséhez használták.
A fogyasztói készülékek közé tartozik az Asus Chromebook Flip C101PA-DB02, az Asus Chromebook Tablet CT100, a Samsung Chromebook Plus és a Pine64 Pinebook Pro.
Az SBC-k (beágyazott rendszerek fejlesztésére szolgáló áramköri kártya) közé tartozik a 96Boards RK1808, Boardcon EM3399, Firefly RK3399, Khadas Edge, Lenovo Leez LP710, NanoPi M4B, Rock Pi 4, Pine64 RockPro64, Orange Pi 4, és Zidoo M9.
Az SOM-ek (System on Module, egykártyás mini PC) közé tartozik a BeiQi RK3399Pro AIoT (96boards specifikációval kompatibilis), Boardcon PICO3399 SO-DIMM, és Geniatech SOM3399 RK3399 (96boards kompatibilis).
Az RK3399Pro az RK3399 egy változata, ami egy 2,4 TOPS NPU-t tartalmaz.
Az ezt alkalmazó SBC-k közé tartozik a Rock Pi N10, Toybrick RK3399Pro, és a VMARC RK3399Pro SoM Ficus2 fejlesztőkártya. SOM-ekre példa a VMARC RK3399Pro SoM.

### RK35xx sorozat
Az RK3566 2020-ban jelent meg, a következő specifikációkkal:
- CPU – négymagos Arm Cortex-A55, órajele 1,8 GHz
- GPU – Arm Mali-G52 2EE
- NPU – 1 TOPS INT8 / INT16 támogatással
- multimédia
  - 8M ISP[21] 2.0 3F HDR-rel (multi-frame HDR) (soralapú/frame-alapú/DCG)
  - MIPI-CSI2 támogatás, 4 sávos
  - 1080p60 H.265, H.264 kódolás
  - 4K H.264/H.265/VP9 60 fps-es videódekóder
  - DVP interfész BT.656 / BT.1120-szal
- memória – 32 bites DDR3L/LPDDR3/DDR4/LPDDR4/LPDDR4X
- tároló – eMMC 4.51, Nand flash, SFC Nor flash, SATA 3.0, SD kártya SDIO-n keresztül
- kijelző
  - kettős kijelző támogatása
  - MIPI-DSI/RGB interfész
  - LVDS/eDP/DP
  - HDMI 2.0
- audio – 2 × 8 csatornás I2S, 2 × 2 csat. I2S, PDM, TDM, SPDIF
- hálózat – 2 × RGMII interfész (Gigabit Ethernet) TSO-val (TCP segmentation offload) hálózati gyorsítással
- USB – USB 2.0 OTG és USB 2.0 hoszt; USB 3.0 hoszt
- egyéb perifériák:
  - PCIe
  - 3 × SDIO 3.0 interfész Wi-Fi-hez és SD kártya
  - 6 × I2C, 10 × UART, 4 × SPI, 8 × PWM, 2 × CAN interfész

RK3566 alapú SBC példái a Pine64 Quartz64, Boardcon EM3566 SBC, Compact3566, SoM-re példák a Boardcon CM3566, PICO3566.
RK3568 alapú SBC példái a Firefly Station P2, Boardcon EM3568, az SOM példái a Mag-3568J AI Mag Board, CM3568 SOM.
Az RK3588 az RK3399Pro-t követi zászlóshajó SoC szerepében. Várható megjelenését 2020 harmadik/negyedik negyedévére tervezték, ez azonban chiphiány és egyéb tényezők miatt eltolódott, így az RK3588 hivatalosan 2021 végén jelent meg; az adatlapok alapján az 1.0-ás verzió 2021. december 20-án került kiadásra.
Főbb jellemzői:
- CPU – 4 × Cortex-A76 és 4 × Cortex-A55 magok dynamIQ konfigurációban
- GPU – ARM Mali-G610 MP4 GPU
- NPU (Neural Processing Unit) – 6 TOPS
- multimédia – 8K videódekódolás támogatása, 4K kódolás támogatása
- kijelző – 4K videókimenet, kétképernyős támogatás
- folyamat – 8 nm LP

RK3588 alapú SBC példája a Boardcon Idea3588, SOM példája a CM3588 SOM.

## Nyílt forráskód
A Rockchip nyílt forráskódú szoftvereket biztosít a GitHub-on és fenntart egy Linux SDK wiki típusú webhelyet, ahonnan ingyenesen letölthetők az SoC hardverdokumentumok és szoftverfejlesztési források, valamint harmadik féltől származó fejlesztőkészletek információi. Az érintett lapkakészletek az RK3399, RK3288, RK3328 és RK3036.

## Piacok és konkurencia
A táblagépekhez gyártott SoC-k piacán, a Rockchip konkurensei az Allwinner Technology, MediaTek, Intel, Actions Semiconductor, Spreadtrum, Leadcore Technology, Samsung Semiconductor, Qualcomm, Broadcom, VIA Technologies és Amlogic cégek.
Miután megalapozta pozícióját a fejlődő kínai tablet SoC piacon, 2012-ben az Allwinner kihívásával nézett szembe. 2012-ben a Rockchip 10,5 millió tabletprocesszort szállított, míg az Allwinner 27,5 milliót. 2013 harmadik negyedévére azonban a Rockchip az elemzések szerint 6 millió táblagépes alkalmazásprocesszort szállított Kínában, szemben az Allwinner 7 milliós és a MediaTek 5 milliós szállításával, bár az Allwinner főként egymagos termékeket szállított. A Rockchip a jelentések szerint Kínában, 2013 negyedik negyedévében, 2014 első negyedévében és 2014 második negyedévében az első számú beszállítója volt a táblagépekben használt alkalmazásprocesszoroknak.
Azok a kínai SoC-szállítók, amelyek nem rendelkeznek mobil (cellás) alapsávú technológiával, hátrányban vannak az olyan vállalatokkal szemben, mint a MediaTek, amelyek szintén szállítanak az okostelefon piacra, mivel a fehér dobozos táblagépgyártók közül egyre többen telefon- és mobiladat-funkciókkal látják el a termékeiket.
Az Intel Corporation befektetéseket eszközölt a táblagép-processzorok piacán, és 2014-től növelni próbálta jelenlétét az olcsó táblagépek piacán.

### Együttműködés az Intellel
2014 májusában az Intel bejelentette, hogy megállapodást kötött a Rockchip-pel egy Intel márkájú, az Intel Atom egylapkás rendszerek processzorán és 3G modemtechnológián alapuló mobil SoC platform közös szállítására. A megállapodás értelmében a két cég egy Intel márkájú mobil SoC platformot fog szállítani. A négymagos platform Intel Atom processzormagon alapul, integrálja az Intel 3G modemtechnológiát, és várhatóan 2015 első felében lesz elérhető. Az új alkatrészt mindkét cég OEM-ek és ODM-ek számára fogja értékesíteni, elsősorban mindkét vállalat meglévő ügyfélkörében.
2014 októberében a Rockchip már kínálta az Intel XMM 6321 jelű megoldását alsókategóriás okostelefonokhoz. Az XMM 6321 rendszer két csipből áll: egy kétmagos alkalmazásprocesszor (Intel vagy ARM Cortex-A5 processzormagokkal) integrált modemmel (XG632), és egy integrált RF csipből (AG620), amely az (Intel által korábban felvásárolt) Infineon Technologies mobilhálózati integrált áramkörtervező részlegétől származik. Az alkalmazásprocesszor szintén származhat az Infineontól vagy az Inteltől. Az XG632 tartalmazza a GPU-t, egy képfeldolgozó egységet (ISP), egy videófeldolgozó egységet (VPU) és a 2G/3G modemet. Az AG620 a kommunikációs funkciókat biztosítja, mint például a 2G/3G RF (rádiófrekvenciás) modult, a Wi-Fi, a Bluetooth és a GPS/GLONASS támogatást.

## A Rockchip SoC-k listája

### ARMv7-A processzorok
| Modellszám | fab                                                            | CPU     | CPU            | CPU   | CPU         | CPU                  | GPU            | GPU         | GPU    | memóriatechnológia                                      | memóriatechnológia    | memóriatechnológia  | minta elérhetősége | alkalmazó eszköz |
| Modellszám | fab                                                            | ISA     | μarch          | magok | frek. (GHz) | L2 gyorsítótár (KiB) | μarch          | frek. (MHz) | GFLOPS | típus                                                   | sínszélesség          | sávszélesség (GB/s) | minta elérhetősége | alkalmazó eszköz |
| ---------- | -------------------------------------------------------------- | ------- | -------------- | ----- | ----------- | -------------------- | -------------- | ----------- | ------ | ------------------------------------------------------- | --------------------- | ------------------- | ------------------ | --- |
| RK2918     | 55 nm                                                          | ARMv7-A | ARM Cortex-A8  | 1     | 1 – 1,2     | 512                  | Vivante GC800  | 575         | 4,6    | DDR, DDR2, DDR3                                         | ?                     | ?                   | 2011               | Lista - Cube U9GT2, CUBE U15GT, Teclast A15, Wopad i8, Orange TB9900, Jelly Bean fejleszthető RK2918 táblagépek listája, Videocon VT71, Innovel I703W, Odys Neo X7 / X8, Huawei MediaPad 7 Lite |
| RK2926     | 55 nm                                                          | ARMv7-A | ARM Cortex-A9  | 1     | 1,0         | 128                  | Mali-400 MP    | 400         | 3,6    | ?                                                       | 32 bit                | ?                   | ?                  | Lista - Avoca 7" Tablet STB7012 |
| RK2928     | 55 nm                                                          | ARMv7-A | ARM Cortex-A9  | 1     | 1,0         | ?                    | Mali-400 MP    | 400         | 3,6    | DDR3, DDR3L                                             | 32 bit                | ?                   | 2012               | Lista - Cube U25GT, Double Power(Dopo) M-975, Touchmate TM-MID720, Denver TAC-70072 |
| RK3066     | 40 nm                                                          | ARMv7-A | ARM Cortex-A9  | 2     | 1,6         | 512                  | Mali-400 MP4   | 266         | 9,6    | LPDDR-400, LPDDR2-800, DDR3-800, LVDDR3-800, akár 2 GiB | 32 bit                | 3,2                 | 2012               | Lista - Boardcon MINI3066, Monster M7 tablet, HP Slate 7, Inar إينار, i.onik TP 10.1-1500DC-KB, Colorovo CityTab Vision 10.1", Teclast P76e Kétmagos, Teclast P76t, Teclast P98, Teclast P85, Window (YuanDao) N70S, Window (YuanDao) N101 I, Cube U9GT3, Cube U9GT4, Cube U21GT, PIPO S2, Cube U30GT, Cube U9GT V, Cube U18GT Elite Kétmagos, BlueBerry NetCat M-12, CHUWI V8 Kétmagos, CHUWI V99, Aoson M11, Pipo S1, Ployer Momo7 IPS, Ployer Momo8, Ployer Momo11, Ployer Momo12, FNF ifive X, FNF ifive mini, Prestigio 7.0 Pro Duo (5570C), Probox2 Ultimate, Minix Neo G4, Minix Neo X5, Minix Neo X5 mini, Minix Neo X3, ICOO D70PROII, Ampe A78, Imito MX1, Imito MX2, Rikomagic MK802 III, Rikomagic MK802 IIIs, Tronsmart MK808, Tronsmart MK808B, JMI Tab T970, Joyplus DR-7, Cozyswan MK809, Cozyswan MK809 II, Ugoos UG802, Ugoos UG802II, Ugoos UG007, Ugoos UG008, Measy U2A, Measy U2C, iball Slide i9702, Kilwa V73, Tomato V8, Innovel I801B, DNS AirTab M76r, Danew Dslide972, Noblex NB8012, (Nexoc) Captiva Pad 10.1, Hisense Sero 7 LT, teXet TM-7047HD, teXet TM-9747, teXet TM-9747BT, teXet TM-9748 |
| RK3026     | 40 nm                                                          | ARMv7-A | ARM Cortex-A9  | 2     | 1,0         | ?                    | Mali-400 MP2   | 500         | 9,0    | DDR3, DDR3L                                             | 32 bit                | ?                   | 2013 3. negyedév   | Lista - Blow WhiteTAB 7.2 Multimédia tablet, Odys Bravio |
| RK3036     | 40 nm                                                          | ARMv7-A | ARM Cortex-A7  | 2     | 1,0         | ?                    | Mali-400 MP    | 500         | 9,0    | DDR3-1066, DDR3L-1066                                   | 16 bit                | ?                   | 2014 4. né.        | |
| RK3126     | 40 nm                                                          | ARMv7-A | ARM Cortex-A7  | 4     | 1,2         | 256                  | Mali-400 MP2   | 600         | 10,8   | DDR3-1066, DDR3L-1066                                   | 16 bit                | ?                   | 2014 4. né.        | |
| RK3128     | 40 nm                                                          | ARMv7-A | ARM Cortex-A7  | 4     | 1,2         | 256                  | Mali-400 MP2   | 600         | 10,8   | DDR3-1066, DDR3L-1066, LPDDR2-1066                      | 32 bit                | ?                   | 2014 4. né.        | Lista - Boardcon Compact3128 |
| RK3168     | 28 nm magas k-együtthatójú dielektrikum és fém kapuoxid (HKMG) | ARMv7-A | ARM Cortex-A9  | 2     | 1,2         | 256                  | PowerVR SGX540 | 600         | 9,6    | DDR3-1066, DDR3L-1066, LPDDR2-1066                      | 32 bit                | ?                   | 2013               | Lista - RCA RCT6378W2, Toshiba Excite 7cJazz UltraTab C855 |
| RK3188     | 28 nm magas k-együtthatójú dielektrikum és fém kapuoxid (HKMG) | ARMv7-A | ARM Cortex-A9  | 4     | 1,6         | 512                  | Mali-400 MP4   | 533         | 19,2   | Max. 800 MHz LPDDR2, DDR3/3L, max. 2 GiB                | 32 bit                | 6,4                 | 2013               | Lista - Boardcon EM3188 SBC, Asus MemoPad 8, Asus MemoPad 10, Toshiba Excite 7, Minix Neo X7/Neo X7 mini, GoTab GTQ97, Cube Pea II, Cube U30GT2, CloudnetGo CR9, iMito QX1, PIPO M8pro, PIPO M9, PIPO M7 PRO, Rikomagic MK802 IV, Ugoos UG802B, Ugoos UG007B, Ugoos MK809 III, Ugoos QC802, Measy U4B, Tronsmart MK908, Tronsmart T428, Measy U4B, Freelander PD800, FNF iFive x2 Vido Mini Egy, JXD S7800b, Tesco Hudl, SteelCore10III, teXet TM-9750HD, teXet TM-9757, teXet TM-9758, teXet TM-9767, teXet TM-9768H, Radxa Rock, Loosen RAM használnak Greenify, GoClever ORION 100, Medion LifeTab S7852, |
| RK3188T    | 28 nm magas k-együtthatójú dielektrikum és fém kapuoxid (HKMG) | ARMv7-A | ARM Cortex-A9  | 4     | 1,4         | 512                  | Mali-400 MP4   | +-400       | 14,4   | Max. 800 MHz LPDDR2, DDR3/3L, max. 2 GiB                | 32 bit                | ?                   | 2013               | |
| RK3229     | 28 nm magas k-együtthatójú dielektrikum és fém kapuoxid (HKMG) | ARMv7-A | ARM Cortex-A7  | 4     | 1,5         | 256                  | Mali-400 MP2   | 600         | 10,8   | LPDDR2/3, DDR3/3L, max. 2 GiB                           |                       |                     |                    | |
| RK3288     | 28 nm magas k-együtthatójú dielektrikum és fém kapuoxid (HKMG) | ARMv7-A | ARM Cortex-A17 | 4     | 1,8         | 1024                 | Mali-T760 MP4  | 600         | 67,2   | DDR3/3L-1333, LPDDR2/3-1066, max. 4 GiB                 | 32 bites kétcsatornás | ?                   | 2014 3. negyedév   | Lista - Boardcon EM3288 SBC, Pipo P1, Pipo P8, Teclast P90HD, Tronsmart Orion R28, FNF iFive Mini 4 Insignia - Flex Elite 7.85", Asus Chromebook C201, Chromebit CS10 és Chromebook Flip C100P, Lenovo MiniStation, Asus Tinkerboard |

### ARMv8-A processzorok
| Modellszám                      | fab                                                            | CPU       | CPU                                                  | CPU   | CPU                 | CPU                                            | GPU           | GPU         | GPU     | memóriatechnológia                           | memóriatechnológia                                   | memóriatechnológia  | minta elérhetősége | alkalmazó eszköz |
| Modellszám                      | fab                                                            | ISA       | μarch                                                | magok | frek. (GHz)         | L2 gyorsítótár (KB)                            | μarch         | frek. (MHz) | GFLOPS  | típus                                        | sínszélesség                                         | sávszélesség (GB/s) | minta elérhetősége | alkalmazó eszköz |
| ------------------------------- | -------------------------------------------------------------- | --------- | ---------------------------------------------------- | ----- | ------------------- | ---------------------------------------------- | ------------- | ----------- | ------- | -------------------------------------------- | ---------------------------------------------------- | ------------------- | ------------------ | --- |
| RK1808                          | ?                                                              | ARMv8‑A   | ARM Cortex-A35                                       | 2     | 1,6                 | ?                                              | –             | –           | –       | 2 MiB SRAM LPDDR2, DDR3, DDR3L, LPDDR3, DDR4 | 32 bit                                               | ?                   | ?                  | ? |
| RK3308                          | ?                                                              | ARMv8‑A   | ARM Cortex-A35                                       | 4     | 1,3                 | ?                                              | –             | –           | –       | LPDDR2, DDR3, DDR3L, LPDDR3                  | 16 bit                                               | ?                   | ?                  | ? |
| RK3326 PX30                     | 40 nm                                                          | ARMv8‑A   | ARM Cortex-A35                                       | 4     | 1,5                 | ?                                              | Mali-G31MP2   | ?           | ?       | LPDDR2, DDR3, DDR3L, LPDDR3, DDR4            | 32 bit                                               | ?                   | 2018               | ? |
| RK3328                          | 28 nm magas k-együtthatójú dielektrikum és fém kapuoxid (HKMG) | ARMv8‑A   | ARM Cortex-A53                                       | 4     | 1,5                 | 256                                            | Mali-450 MP2  | ?           | ?       | DDR3, DDR3L, LPDDR3, DDR4                    | 32 bit                                               | ?                   | 2017 1. né.        | Lista - ROCK64 - ROC-RK3328-CC |
| RK3368 PX5                      | 28 nm magas k-együtthatójú dielektrikum és fém kapuoxid (HKMG) | ARMv8‑A   | ARM Cortex-A53 (big.LITTLE)                          | 4+4   | 1,5                 | 512 („big” klaszter), 256 („Little” klaszter)  | PowerVR G6110 | 600         | 38,4    | LPDDR2, DDR3, DDR3L, LPDDR3                  | 32 bit                                               | ?                   | 2015 1. né.        | Lista - Tronsmart Orion R68 - GeekBox |
| RK3399 RK3399Pro PX6            | 28 nm magas k-együtthatójú dielektrikum és fém kapuoxid (HKMG) | ARMv8‑A   | ARM Cortex-A72 & ARM Cortex-A53 (big.LITTLE GTS-sel) | 2+4   | 2,0 (A72) 1,5 (A53) | 1024 („big” klaszter), 512 („Little” klaszter) | Mali-T860 MP4 | 600         | 67,2    | LPDDR2, DDR3, DDR3L, LPDDR3, LPDDR4          | 2 csatorna, mindegyik 16 bit vagy 32 bit, max. 4 GiB | ?                   | 2016 2. né.        | Lista - iFive 2-in-1, Techvision 2-in-1, FenMi TV box, Boardcon EM3399 SBC, Ugoos UT5 TV box, Samsung Chromebook Plus OP1, PiPo V5 Android VR Headset |
| RK3588 RK3588S RK3588S2 RK3588C | 8 nm LP                                                        | ARMv8.2‑A | ARM Cortex-A76 & ARM Cortex-A55                      | 4+4   | 2,6 (A76) 1,8 (A55) | 512 x4 (A76) 128 x4 (A55)                      | Mali-G610 MP4 | 1000        | 450     | LPDDR4, LPDDR4x, LPDDR5                      | 64bit                                                | ?                   | 2020 3./4. né.     | |
| RK3582                          | 8 nm LP                                                        | ARMv8.2‑A | ARM Cortex-A76 & ARM Cortex-A55                      | 4+2+  | 2,6 (A76) 1,8 (A55) | 512 x2 (A76) 128 x4 (A55)                      | [ 130 ]       | [ 130 ]     | [ 130 ] | LPDDR4, LPDDR4x, LPDDR5                      | 64bit                                                | ?                   | ?                  | |

### Tablet processzorok integrált modemmel
| Modellszám | fab   | CPU    | CPU                   | CPU   | CPU         | CPU                  | GPU           | GPU         | GPU    | memóriatechnológia                                          | memóriatechnológia | memóriatechnológia  | integrált vezeték nélküli technológia                                                                                  | minta elérhetősége | alkalmazó eszköz |
| Modellszám | fab   | ISA    | μarch                 | magok | frek. (GHz) | L2 gyorsítótár (KiB) | μarch         | frek. (MHz) | GFLOPS | típus                                                       | sínszélesség       | sávszélesség (GB/s) | integrált vezeték nélküli technológia                                                                                  | minta elérhetősége | alkalmazó eszköz |
| ---------- | ----- | ------ | --------------------- | ----- | ----------- | -------------------- | ------------- | ----------- | ------ | ----------------------------------------------------------- | ------------------ | ------------------- | --- | ------------------ | ---------------- |
| x3-C3130   | 28 nm | x86-64 | Intel Atom SoFIA 3G   | 2     | 1,0         | 512                  | Mali-400 MP2  | 480         | 8,64   | 1x32 bites LPDDR2 800, max. 1 GiB                           | 32 bit             | 3,2                 | HSPA+ 21/5.8, GSM/GPRS/EDGE, DSDS, Wi-Fi, BT 4.0 LE, GPS, GLONASS, FM                                                  | '15 1.n.           |                  |
| x3-C3200RK | 28 nm | x86-64 | Intel Atom SoFIA 3G-R | 4     | 1,1         | 1024                 | Mali-450 MP4  | 600         | 35,8   | 1x32 bites LPDDR2/3 1066, 2x16 bites DDR3L 1333, max. 2 GiB | 32 bit             | 4,2                 | Wi-Fi | '15 1.n.           |                  |
| x3-C3205RK | 28 nm | x86-64 | Intel Atom SoFIA 3G-R | 4     | 1,2         | 1024                 | Mali-450 MP4  | 600         | 35,8   | 1x32 bites LPDDR2/3 1066, 2x16 bites DDR3L 1333, max. 2 GiB | 32 bit             | 4,2                 | Wi-Fi | '16 4.n.           |                  |
| x3-C3230RK | 28 nm | x86-64 | Intel Atom SoFIA 3G-R | 4     | 1,1         | 1024                 | Mali-450 MP4  | 600         | 35,8   | 1x32 bites LPDDR2/3 1066, 2x16 bites DDR3L 1333, max. 2 GiB | 32 bit             | 4,2                 | HSPA+ 21/5.8, GSM/GPRS/EDGE, DSDS, Wi-Fi, BT 4.0 LE, GPS, GLONASS, FM                                                  | '15 1.n.           |                  |
| x3-C3235RK | 28 nm | x86-64 | Intel Atom SoFIA 3G-R | 4     | 1,2         | 1024                 | Mali-450 MP4  | 600         | 35,8   | 1x32 bites LPDDR2/3 1066, 2x16 bites DDR3L 1333, max. 2 GiB | 32 bit             | 4,2                 | HSPA+ 21/5.8, GSM/GPRS/EDGE, DSDS, Wi-Fi, BT 4.0 LE, GPS, GLONASS, FM                                                  | '15 4.n.           |                  |
| x3-C3265RK | 28 nm | x86-64 | Intel Atom SoFIA 3G-R | 4     | 1,1         | 1024                 | Mali-450 MP4  | 600         | 35,8   | 1x32 bites LPDDR2/3 1066, 2x16 bites DDR3L 1333, max. 2 GiB | 32 bit             | 4,2                 | HSPA+ 21/5.8, GSM/GPRS/EDGE, DSDS, Wi-Fi, BT 4.0 LE, GPS, GLONASS, FM                                                  | '16 4.n.           |                  |
| x3-C3295RK | 28 nm | x86-64 | Intel Atom SoFIA 3G-R | 4     | 1,1         | 1024                 | Mali-450 MP4  | 600         | 35,8   | 1x32 bites LPDDR2/3 1066, 2x16 bites DDR3L 1333, max. 2 GiB | 32 bit             | 4,2                 | HSPA+ 21/5.8, GSM/GPRS/EDGE, DSDS, Wi-Fi, BT 4.0 LE, GPS, GLONASS, FM                                                  | '16 4.n.           |                  |
| x3-C3440   | 28 nm | x86-64 | Intel Atom SoFIA LTE  | 4     | 1,4         | 1024                 | Mali-T720 MP2 | 600         | 24     | 1 × LPDDR2/3 1066, 2 × 16 bites DDR3/DDR3L 1066             | 32 bit             | 4,2                 | LTE FDD/TDD max. Cat 6, DC-HSPA+ 42/11, TD-SCDMA, GSM/GPRS/EDGE, DSDS, Wi-Fi, BT 4.1 LE, GPS, GLONASS, Beidou, FM, NFC | '15 1.n.           |                  |
| x3-C3405   | 28 nm | x86-64 | Intel Atom SoFIA LTE  | 4     | 1,4         | 1024                 | Mali-T720 MP2 | 456         | 18,2   | 1 × LPDDR2/3 1066                                           | 32 bit             | 4,2                 | Wi-Fi | '15 1.n.           |                  |
| x3-C3445   | 28 nm | x86-64 | Intel Atom SoFIA LTE  | 4     | 1,4         | 1024                 | Mali-T720 MP2 | 456         | 18,2   | 1 × LPDDR2/3 1066                                           | 32 bit             | 4,2                 | LTE FDD/TDD max. Cat 6, DC-HSPA+ 42/11, TD-SCDMA, GSM/GPRS/EDGE, DSDS, Wi-Fi, BT 4.1 LE, GPS, GLONASS, Beidou, FM, NFC | '15 1.n.           |                  |

## Fordítás
Ez a szócikk részben vagy egészben  a   Rockchip című angol Wikipédia-szócikk ezen változatának fordításán alapul.  Az eredeti cikk szerkesztőit annak laptörténete sorolja fel. Ez a jelzés csupán a megfogalmazás eredetét és a szerzői jogokat jelzi, nem szolgál a cikkben szereplő információk forrásmegjelöléseként.